# NGC 6662
NGC 6662 (другие обозначения — UGC 11280, MCG 5-44-3, ZWG 173.7, IRAS18323+3201, PGC 62059) — галактика в созвездии Лира.
Этот объект входит в число перечисленных в оригинальной редакции «Нового общего каталога».